# جميل القحطاني
جميل أحمد القحطاني (29 ديسمبر 1958 -) هو ممثل ومؤلف ومخرج مسرحي سعودي. ولد في المدينة المنورة. تخرج في جامعة الإمام محمد بن سعود الإسلامية عام 2002. تعاون مع جمعية الثقافة والفنون بوصفه ممثلاً ومؤلفاً ومخرجاً من عام 1998 حتى 2000. أسّس فرقة مسرحية لمكتب رعاية الشباب وترأسها عام 2009. وكان جميل قد مثل منطقة المدينة المنورة في مهرجان صيف أرامكوا ولعب دور البطولة المطلقة في أوبريت ختام القريقعان بالمنطقة الشرقية بالخبراء في 2009 م ومعه فرقته المسرحية المعروفة باسم فرسان المدينة وقد كتب وأخرج الأوبريت الفنان راشد الورثان. وتعد شخصية الملك عبد العزيز هي واحدة من أهم الشخصيات التي لعبها جميل وذلك من خلال أوبريت وطن الحب من كلمات محمد قشقري وإخراج جميل القحطاني عام 2009– 2010 م.وقد انتهى القحطانى مؤخرا من تصوير فيلميه الاختطاف ومستر جيمي 2 على طريقة البانتومايم.

## أعماله

### المسرحية
- الفك المفترس 1991 م
- رحلة إلى نيويورك 1997 م
- من الصريح يا سادة 2000 م
- وسأنتصر قريبا 2002 م
- غالي ياوطني 2002 م
- الطير الجريح 2003 م
- الابن العاق 2001 م
- كتكت وكتكوت والثعلب المسخوط 1999 م
- السعد الأكيد 2001 م
- مرزوق في السوق 2007 م
- حوش الراعي 2006 م
- لا.. للإرهاب وألف لا 2004 م
- مدرسة النسبة الأهلية 2009 م
- درندح[6] 2009 م
- البخيل 2009 م
- يوم ويوم 2009 م
- إسبرسو 2010 م
- مسافات[7] 2010 م
- ضربة معلم[8]

### التلفزيونية

غلاف دي في دي للجزء الأول من مسلسل بيني وبينك

- طاش ماطاش ج 14 2006 م
- أنا وأنت والإنترنت 2008 م
- كلنا عيال قرية 2008 م
- قلب أبيض 2008 م
- حارتنا حلوة 2008 م
- المقطار
- الشبح

- بيني وبينك 4
- بدون فلتر 2018

#### التلفزيونية التربوية
- تاج القيم 2008- 2009 م

### الإذاعية
- أنا وأنت وبس 2006 م

### السينمائية
- دموع الظلم 2005 م
- البروفيسور ج 1 2008-2009 م
- البروفيسور ج 2 2009- 2010 م
- نزهة 2009- 2010 م
- مستر جيمي[9] 2009- 2010 م

## الجوائز
- جائزة أحسن ممثل في مهرجان الجنادرية[10] عن مسرحية "من الصريح يا سادة "عام 2000 م
- تكريم من صاحب السمو الملكي الأمير عبد المجيد بن عبد العزيز 1998 م
- تكريم من صاحب السمو الملكي الأمير مقرن بن عبد العزيز 2001 - 2002 م[11]
- تكريم من صاحب السمو الملكي الأمير عبد العزيز بن ماجد 2009 - 2010 م[12][13]

## وصلات خارجية
- القحطاني يحصل على البطاقة الدولية في الإخراج المسرحي ويستعد لـ“أقسى من الحرمان”